# Герб Олюторского района
Герб Олюторского района Камчатского края

## Описание герба
В серебряном и лазоревом поле, пересеченном тремя острыми зубцами, вверху — летящий вправо с воздетыми крыльями черный ворон, имеющий золотые клюв, глаза и лапы; внизу — лежащий серебряный тюлень настороже, держащий во рту золотого лосося

## Обоснование символики
1 декабря 1930 года был образован Корякский национальный округ, в состав которого вошел Олюторский район.
Герб района раскрывает легенду о происхождении коряков (коренного народа Олюторского района) и их мировоззрении на окружающий мир. Мировоззрение коряков представляет собой сложный сплав из конкретных знаний и иррациональных представлений об окружающем мире.
Согласно легенде, коряки насчитывают пять миров: землю, населенную людьми, два мира над землей, и два мира под землей. Первый из верхних миров населен людьми-облаками, а второй — обиталище Верховного божества. Первый из нижних миров населен духами предков, а второй — тенями мертвых. Животные, люди, духи могут переходить из одного мира в другой: они не могут исчезнуть, кануть в небытие. Смерть человека не означала окончательного ухода из жизни, а лишь длительное отсутствие, из которого умерший человек возвращался в другом обличии — духа или животного. Мифы полны таких эпизодов, где звери сбрасывают шкуру и становятся людьми, а люди превращаются в животных.
Посредником между божественными силами и людьми был Большой Ворон (на гербе — летящий ворон) Кыткийняку (Куйкыняку или Куткыняку), который считался первым человеком, предком коряков и их защитником. К нему обращались как к могущественному шаману и существу, наделенному сверхъестественной силой. Его непременно упоминали в заклинаниях. Предполагалось, что Большой Ворон присутствует на всех шаманских церемониях. Большой Ворон у коряков является священным, как символ мудрости и долголетия.
Тюлень и лосось — символ морской и речной фауны, природных богатств Олюторской земли.
Ломаная линия символически отделяющая небо (серебро) от воды (лазурь) — аллегория горных вершин Камчатки.
Серебро — символ чистоты, ясности, открытости, божественной мудрости, примирения.
Лазурь — символ возвышенных устремлений, искренности, преданности, возрождения.
Чёрный цвет символизирует благоразумие, мудрость, скромность, честность.
Золото — символ высшей ценности, величия, великодушия, богатства, урожая.
Герб Олюторского района в соответствии с Методическими рекомендациями по разработке и использованию официальных символов муниципальных образований (Раздел 2, Глава VIII, п.п. 45-46), утверждёнными геральдическим Советом при Президенте Российской Федерации 28 июня 2006 года может воспроизводиться со статусной короной установленного образца.
Авторы герба района:
идея герба: Виктор Бондарев (Олюторский р-н), Константин Моченов (Химки); художник: Оксана Фефелова (Балашиха); компьютерный дизайн: Ирина Соколова (Москва); обоснование символики: Вячеслав Мишин (Химки).
Герб утвержден решением Совета депутатов Олюторского муниципального района № 79 от 26 июня 2009 года и внесен в Государственный геральдический регистр Российской Федерации — № 5727.